# رود رودا
رود رودا رودی است به ساله می‌ریزد. این رود از کشور آلمان می‌گذرد.